# A Nepita
L' A Nepita è un traghetto appartenente alla compagnia di navigazione Stena Line ed in noleggio a lungo termine alla Corsica Linea.

## Caratteristiche
Il traghetto, ultimo di una serie di quattro traghetti veloci, costruiti da HDW per conto di Superfast Ferries, è spinto da 4 motori diesel Wärtsilä-Sulzer NSD 16ZAV-40S, in grado di spingerlo ad una velocità massima di 28,6 nodi, è lungo 203 metri e può trasportare 1200 passeggeri e 500 auto, oltre a 1891 metri lineari di carico merci.

## Servizio
Superfast X è entrata in servizio per Superfast Ferries il 27 febbraio 2002 sulla rotta Hanko-Rostock. In origine avrebbe dovuto prendere servizio in nuove rotte tra la Grecia e la Turchia, ma il deterioramento dei rapporti fra i due Paesi durante la costruzione convinse l'operatore a impiegarla su nuovi collegamenti nel Mar Baltico. 
Dopo due mesi di servizio, il 19 aprile è stata posta in disarmo a Kiel, per rientrare in servizio il 17 maggio sulla rotta Rosyth-Zeebrugge. Tra gennaio e febbraio 2004, Superfast X è stata sottoposta a lavori di restauro presso il cantiere di Fosen Mekaniske Verksted, a Fosen, in Norvegia, ricevendo l'aggiunta di ulteriori posti letto per i passeggeri. Il 7 agosto 2006, Superfast Ferries ha annunciato la vendita di Superfast X  a Veolia Transport per € 112 milioni. La nave è stata consegnata ai suoi nuovi proprietari il 12 febbraio 2007 e ribattezzata Jean Nicoli.
Nel marzo 2007, Jean Nicoli ha preso servizio sulla rotta tra Le Havre e Marsiglia. Nell'aprile dello stesso anno è stata noleggiata da CoTuNav per collegamenti dall'Italia e dalla Francia alla Tunisia. Alla fine di aprile è stata messa in disarmo, inizialmente a La Seyne, poi a Marsiglia. Dall'8 settembre al 2 ottobre 2007 è stata noleggiata ad Anek Lines per il servizio sulla rotta Patrasso-Corfù-Igoumenitsa-Venezia.
Il 27 dicembre 2007 la nave è stata venduta a SeaFrance, che l'ha ricevuta all'inizio di aprile 2008 ribattezzandola SeaFrance Molière. Il 3 aprile 2008, ha lasciato Marsiglia per dei lavori di ristrutturazione a Dunkerque. La nave è entrata in servizio con SeaFrance come traghetto merci il 19 agosto 2008, iniziando il servizio passeggeri il 1º settembre successivo.
A seguito dell'avvio della procedura di liquidazione di SeaFrance, dal 16 novembre 2011 la nave è stata posta in disarmo, inizialmente a Dunkerque e poi, in seguito alla sua vendita a Scapino Shipping Ltd, a Tilbury in Inghilterra.
Nell'ottobre 2012 la nave è stata noleggiata da DFDS. A seguito di un breve restauro al cantiere Arno di Dunkerque, fu ribattezzata Dieppe Seaways e fu nuovamente iscritta al registro francese. È rientrata in servizio il 7 novembre, sulla rotta Dover-Calais.
Alla fine del suo noleggio a DFDS Seaways nel novembre 2014, Stena Line ha preso possesso della nave rinominandola Stena Superfast X, e sottoponendola a estesi lavori per riportare la configurazione della nave alla disposizione originale, simile alle navi gemelle Stena Superfast VII e Stena Superfast VIII, in servizio sulla rotta da Cairnryan (Loch Ryan) a Belfast. La nave ha preso servizio sostituendo la Stena Nordica (che a sua volta è stata noleggiata a DFDS Seaways per riprendere l'orario che Stena Superfast X operava in precedenza) sulla rotta Holyhead-Dublino il 9 marzo 2015, permettendo di aumentare la capacità di trasporto merci e passeggeri. Nel gennaio 2020 Stena Line ha noleggiato il traghetto a Corsica Linea, con un contratto fino al 2028 e opzione di acquisto. La nave è stata ribattezzata A Nepita.
Il traghetto è entrato in servizio nel maggio 2020, dopo alcuni lavori ai cantieri del Pireo, in Grecia, in cui sono state aggiunte più di 100 cabine e la nave ha ricevuto nuova livrea e interni.

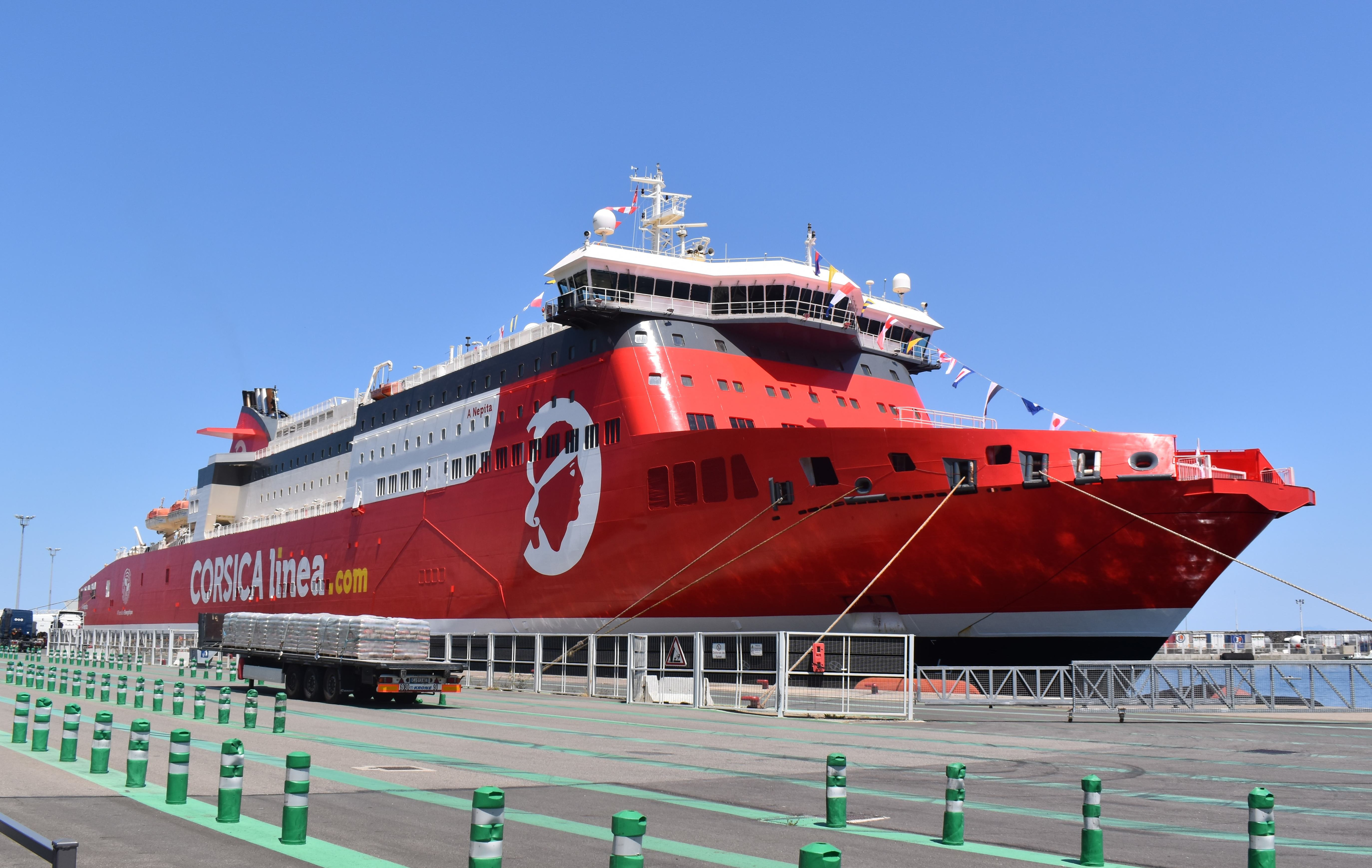
L' A Nepita ormeggiato a Bastia nel 2020.

Nell'estate 2020 ha preso servizio sulle rotte Marsiglia-Ajaccio e Marsiglia-Bastia.
Nell'estate 2022 la nave ha operato ancora la rotta Marsiglia-Ajaccio, insieme alla Marsiglia-Porto Vecchio.

## Incidenti
Il 1º maggio 2014, Dieppe Seaways ha subito un incendio in sala macchine, dovuto al surriscaldamento di una caldaia, mentre era in navigazione verso Dover da Calais. Tutti i 316 passeggeri sono sbarcati sani e salvi all'arrivo. Tuttavia, durante le operazioni di spegnimento dell'incendio, sette membri dell'equipaggio e tre vigili del fuoco sono rimasti feriti con ustioni.

## Navi gemelle
- Superfast IX
- Stena Superfast VII
- Stena Superfast VIII